# Euphyia inusitata
Euphyia inusitata är en fjärilsart som beskrevs av Achille Guenée 1858. Euphyia inusitata ingår i släktet Euphyia och familjen mätare. Inga underarter finns listade i Catalogue of Life.